# Собор Святых Петра и Павла (Пабьянице)
Собор Св. Петра и Павла — лютеранская церковь и историческая достопримечательность города Пабьянице в центральной Польше. Построенная в начале XIX века для удовлетворения духовных потребностей растущего протестантского населения развивающегося промышленного города, церковь теперь служит небольшой лютеранской общине. С 2010 года церковь является кафедральным собором епископа Лютеранской епархии Варшавы.

## История
Лютеранский приход в Пабьянице был основан в 1818 году, но религиозные службы проводились в городе с 1803 года в часовне укреплённого поместья XVI века. Растущее число протестантских поселенцев в 1820-х годах создало необходимость возвести новую церковь для общины. Правительство Царства Польского одобрило проект в 1821 году, и хотя предварительные работы закончились в 1827 году, проблемы с фундаментами в болотистой местности потребовали дальнейших работ, прежде чем церковь могла быть освящена в 1832 году. Окончательными чертежами были чертежи архитектора Франтишека Рейнштейна с поправками Яна Зилле. Затем церковь была восстановлена между 1875 и 1876 годами, одним из главных мотивов этого было её расширение: здание могло тогда вместить 1000 человек, но к 1904 году население прихода достигло двенадцати тысяч (четвертое по величине в русской Польше), что делало необходимым проведение как утренних, так и вечерних служб. В 1945 году церковь была разграблена и оставалась собственностью Польской республики до 1948 года, когда была возвращена местным лютеранам.
В 1948 году церковь Св. Петра и Павла была включена в список зданий в качестве памятника архитектуры в польском реестре памятников наследия (№ 64-IV-12 от 23 марта 1948 года и A/45 от 29 августа 1967 года).

## Архитектура
Здание имеет круглую форму с примыкающей башней, выходящей на улицу. Церковь была построена в неоклассическом стиле, хотя и приобрела некоторые элементы архитектуры в стиле неоренессанса после реконструкции в 1870-х годах. В том же году здание получило свой современный облик, с фигурами апостолов Петра и Павла на башне и шестигранным шпилем на крыше центральной ротонды.
Примечательные элементы интерьера включают мраморную купель для крещения 1864 года и картину, изображающую Христа, работы польского художника XIX века Войцеха Герсона.